# Kriton (Bildhauer III)
Kriton (Κρίτων) war ein aus Athen stammender Bildhauer des 2. Jahrhunderts, der zusammen mit Nikolaos tätig war.
Die beiden sind nur bekannt durch ihre Signatur (Κρίτων καὶ / Νικόλαος / Ἀθηναῖοι ἐποί / ουν) auf dem Kalathos einer Karyatide, die im Bereich der Villa des Herodes Atticus an der Via Appia gefunden wurde. Von ihnen stammen wohl auch vier weitere, ganz ähnliche, zusammen mit dem signierten Exemplar gefundene Karyatiden ohne Signatur.